# Patrick Guillemin
Pour les articles homonymes, voir Guillemin.
Patrick Guillemin, né le 13 novembre 1950 à Neuilly-sur-Seine et mort le 21 août 2011 au Cap Ferret, est un acteur français.
Il a été élève au Conservatoire national supérieur d'art dramatique dans la classe de Louis Seigner (Promo 1973).
Il est surtout connu du grand public par son rôle de l'inspecteur Fabre, adjoint du commissaire Faroux et ennemi juré du héros dans la série télévisée Nestor Burma. Il prête également sa voix à de nombreux acteurs et personnages de dessins animés, tels Daffy Duck (succédant à Pierre Trabaud), Sylvestre le chat (succédant à Georges Aminel), Taz, Fantasio ou Ned Flanders (et plusieurs autres personnages) dans Les Simpson.

## Biographie
À partir de la fin des années 1980, Patrick Guillemin devient la voix officielle de nombreux Looney Tunes (à l'exception de Bugs Bunny et Titi) jusqu'à un changement de distribution en 1996.
Avant son décès, Patrick Guillemin avait également doublé les personnages de Daffy Duck, Vil Coyote et Taz dans les sept premiers épisodes de la série Looney Tunes Show ainsi que dans les épisodes 9, 11 et 12. Il a été remplacé par Emmanuel Garijo.
Il a été restaurateur à Charenton, dans le Val-de-Marne. L'établissement s'appelle "Le Bistrot de Charenton" et existe toujours. 
Il meurt le 21 août 2011 au Cap Ferret à l'âge de 60 ans, d'une crise cardiaque. Ses obsèques se tiennent le 30 août en l'église Saint-Roch de Paris, avant sa crémation.

## Théâtre

### Comédien
- 1974 : Pauvre France de Sam Bobrick et Ron Clark, mise en scène de Michel Roux, Théâtre des Nouveautés
- 1976 : Boeing Boeing de Marc Camoletti, mise en scène de Christian-Gérard, Comédie-Caumartin : Robert
- 1977 : Divorce à la française de Bernard Alazraki, mise en scène de Francis Joffo, Théâtre des Nouveautés
- 1980 : Diable d'homme ! de Robert Lamoureux, mise en scène de Daniel Ceccaldi, Théâtre des Bouffes-Parisiens
- 1984 : Coup de soleil de Marcel Mithois, mise en scène de Jacques Rosny, Théâtre des Célestins, tournée Herbert-Karsenty
- 1987 : C'est encore mieux l'après-midi de Ray Cooney, mise en scène de Pierre Mondy, Théâtre des Variétés
- 1988 : Ma cousine de Varsovie de Georges Berr et Louis Verneuil, mise en scène de Jean-Claude Islert, Théâtre de la Michodière
- 1991 : Darling chérie de Marc Camoletti, mise en scène de l'auteur, Théâtre Michel
- 1991 : La Bonne Anna de Marc Camoletti, mise en scène de l'auteur, Théâtre Michel
- 1993 : Sexe et jalousie de Marc Camoletti, mise en scène de l'auteur, Théâtre Michel
- 2005 : La Peau du personnage de Philippe Craig, mise en scène de Gérard Hernandez, Le Funambule Montmartre
- 2010 : Le Technicien de Éric Assous, mise en scène de Jean-Luc Moreau, Théâtre du Palais-Royal

### Metteur en scène
- 1995 : Le Vison voyageur de Ray Cooney et John Chapman, Théâtre de la Michodière

## Filmographie sélective

### Cinéma
- 1976 : Les vécés étaient fermés de l'intérieur de Patrice Leconte : Angelo
- 1979 : New Generation de Jean-Pierre Lowf Legoff : Bob
- 1980 : Comme une femme de Christian Dura : Olivier
- 1986 : Dressage de Pierre B. Reinhard : Baron Plessis du Regard
- 1987 : On se calme et on boit frais à Saint-Tropez de Max Pécas : Richard Lassale
- 1987 : La Revanche des mortes vivantes de Pierre B. Reinhard
- 1992 : Tableau d'honneur de Charles Nemes : Professeur Vachette
- 1994 : La Pasión turca de Vicente Aranda : Denis
- 1996 : Les Bidochon de Serge Korber : L'inspecteur
- 1998 : La Femme du cosmonaute de Jacques Monnet : Marc
- 1999 : C'est pas ma faute ! de Jacques Monnet : Monsieur Rossi
- 2003 : Perles à rebours de Pierre Excoffier et François Hernandez (court-métrage)
- 2009 : Bambou de Didier Bourdon : M. De France

### Télévision
- 1980 : La Vie des autres (segment L'Intruse)
- 1980 : Les maîtres sonneurs : Huriel
- 1980 : Georges Dandin : Clitandre
- 1980 : La Mort en sautoir : Philippe Saint-Léger
- 1980 : La Vie des autres (segment Virginie qui va) : Bernard
- 1981 : Marie-Marie (feuilleton)
- 1981 : Le Rembrandt de Verrières
- 1982 : Le Féminin pluriel
- 1987-1991 : Marie-Pervenche (7 épisodes) : Adjoint
- 1991 : L'Ordinateur amoureux : Jacques Touret
- 1991-1998 : Nestor Burma (27 épisodes) : Fabre
- 1992 : Le Réveillon, c'est à quel étage? : Hector
- 1992 : Méprise d'otage : Lescure
- 1994 : Extrême limite (2 épisodes)
- 1994 : Une famille formidable (1 épisode)
- 1995 : Quatre pour un loyer
- 1996 : Le Galopin : Marcel
- 1996 : Sous le soleil (2 épisodes) : Emmanuel Robert
- 1997 : Les Petites Bonnes : Gérard Daubenton
- 1999 : Tre addii
- 2002 : L'envolé
- 2002 : Une femme d'honneur (épisode Poids Lourds de Philippe Monnier) : Franck Caravello
- 2004 : La Crim' (1 épisode)
- 2004 : Père et maire (épisode 12 : Une deuxième vie)
- 2007 : Hubert et le chien
- 2008 : Ma sœur est moi

## Doublage

### Cinéma

#### Films
- Bill Murray dans :
  - Hold-up à New-York : Grimm
  - Quoi de neuf, Bob ? : Bob Wiley
  - L'Homme qui en savait trop... peu : Wallace Ritchie
- Tom Sizemore dans :
  - Planète rouge : Dr. Quinn Burchenal
  - Dreamcatcher : Le lieutenant Owen
- Anthony Heald dans :
  - Le Silence des agneaux (1991) : Dr Frederick Chilton
  - Dragon rouge (2002) : Dr Frederick Chilton
- 1989 : Pas nous, pas nous : Kirgo (Kevin Spacey)
- 1990 : Gremlins 2 : La Nouvelle Génération : Daffy Duck (voix)
- 1990 : Les Tortues Ninja : Charles Pennington (Jay Patterson)
- 1991 : Terminator 2 : Le Jugement dernier : Miles Bennett Dyson (Joe Morton)
- 1991 : Arachnophobie : Dr Ross Jennings (Jeff Daniels)
- 1992 : Mo' Money : Tom Dilton (Harry Lennix)
- 1992 :  La Nuit du défi : Le shérif Stennis (Kim Robillard)
- 1992 : Batman : Le Défi : Max Shreck (Christopher Walken)
- 1992 : Beethoven : Le présentateur TV (Chris Little)
- 1992 : Passager 57 : Charles Rane (Bruce Payne)
- 1992 : La mort vous va si bien : Chagall (Ian Ogilvy)
- 1993 : La Classe américaine : Dave (Paul Newman) / Steven (Robert Redford)
- 1993 : Demolition Man : La machine donnant des amendes
- 1994 : My Girl 2 : Dr Sam Helburn (Gerrit Graham)
- 1994 : Terrain miné : MacGruder (John C. McGinley)
- 1994 : Police Academy : Mission à Moscou : Le lieutenant Talinsky (Gregg Berger)
- 1996 : Birdcage : Albert Goldman (Nathan Lane)
- 1996 : Le Club des ex : Bill Atchison (Victor Garber)
- 1996 : Jack : Brian Powell (Brian Kerwin)
- 1996 : Space Jam : Daffy Duck (voix)
- 1997 : Flubber : Dr Ross Jennings (Sam Lloyd)
- 1999 : Just Married (ou presque) : Bob Kelly (Christopher Meloni)
- 2001 : Requiem for a Dream : Tappy Tibbons (Christopher McDonald)
- 2001 : Driven : Jeff Oaken (Dan Duran)
- 2003 : Les Looney Tunes passent à l'action : Daffy Duck / Pépé le putois (voix)
- 2004 : Coup de foudre à Bollywood : M. Kholi (Nitin Chandra Ganatra)
- 2005 : Braqueurs amateurs : Garth (John Michael Higgins)
- 2005 : Charlie et la Chocolaterie : le journaliste
- 2010 : Benvenuti al Sud : Mario (Fulvio Falzarano)
- 2010 : Le Chasseur de primes : Stewart (Jason Sudeikis)
- 2011 : Le Mytho : Adon (Kevin Nealon)

#### Films d'animation
- 1977 : Bugs Bunny : Joyeuses Pâques (en) (Doublage tardif) : Daffy Duck / Le lapin de Pâques / Clarence / Barbe-Rousse Martin
- 1979 : Bugs Bunny, Bip Bip : Le Film-poursuite : Daffy Duck / Vil Coyote / Voix diverses (2d doublage, 2001)
- 1981 : Le Monde fou, fou, fou de Bugs Bunny : Daffy Duck / Le chien présentateur / Le cochon guitariste / Sir Loin (2d doublage, 2001)
- 1982 : Les Mille et un contes de Bugs Bunny : Daffy Duck
- 1989 : Bugs Bunny contre Daffy Duck : La Guerre des clips vidéos (court-métrage) : Daffy Duck
- 1990 : SOS Daffy Duck : Daffy Duck
- 1992 : Les Vacances des Tiny Toons : Hamton / Le père d'Hamton / Elmer Fudd / Superman (caméo)
- 1994 : Le Cygne et la Princesse : Rapido
- 1994 : Richard au pays des livres magiques : Horreur / Dragon
- 1997 : Le Cygne et la Princesse 2 : Rapido
- 1998 : Anastasia : Bartok
- 1998 : Le Cygne et la Princesse 3 : Rapido
- 1999 : Bartok le Magnifique : Bartok
- 1999 : Les Muppets dans l'espace : Pepe
- 1999 : Elmo au pays des grincheux : Oscar le grincheux / Le Maire de Grinchville / Quelques grincheux
- 2000 : Le Prince de Noël : Vieille noix / Noix rouge
- 2000 : Kuzco, l'empereur mégalo : Les gardes
- 2000 : Titi et le Tour du monde en 80 chats : Daffy Duck / Taz
- 2002 : Tom et Jerry et l'Anneau magique : Butch
- 2006 : Le Noël des Looney Tunes : Daffy Duck / Taz

### Télévision

#### Séries télévisées
- Des jours et des vies : Tony Dimera
- Modern Family : Pepper Saltzman (Nathan Lane) (1re voix - saison 2)

#### Téléfilms d’animation
- 1987 : Quand les Jetson rencontrent les Pierrafeu : George Jetson / M. Cogswell / M. Granite / Eddy
- 1995 : Tiny Toons : Spécial Show Effroi : Hamton

#### Séries animées
- 1937-1968 : Daffy Duck : Daffy Duck (2e voix)
- 1942-1964 : Titi et Grosminet : Grosminet (2e voix)
- 1945-1962 : Pépé le putois : Pépé le putois (2e voix)
- 1988 : Embrasse-moi Lucile : M. Duronchon, le père de Lucile
- 1988-2000 : Décode pas Bunny : Daffy Duck et Taz / Grosminet (1re voix) / Sam le pirate et Elmer Fudd (1re voix)
- 1989 : Les Aventures de Batman : Bruce Wayne / Batman
- 1989-1998 : Les Simpson (saisons 1 à 9) : Ned Flanders / Apu Nahasapeemapetilon / le révérend Timothy Lovejoy / Waylon Smithers / Barney Gumble / Carl Carlson / Lou / Eddie / Troy McClure / Rainier Wolfcastle / Jeff Albertson (Le vendeur de BD) / Dewey Largo / Lionel Hutz / Gary Chalmers / Hans Taupeman / Disco Stu / Duffman / Herbert Powell / Guibole / Gil Gunderson / Cecil Terwilliger / Roger Meyers / Frank Grimes / Juge Roy Snyder / Bergstrom / Leopold / Rex Banner / Gabbo / Le Serpent / Ray Patterson / Marty / Tito Puente
- 1990-1992 : Police Academy : Capitaine Harris
- 1990 : Le Plein de super : Batman
- 1991-1993 : Les Tiny Toons : Hamton / Daffy Duck / Elmer Fudd / Taz / Charlie le coq
- 1991-1994 : Taz-Mania : Taz / Hugh Diable De Tasmanie / Harry Gator / Calamité Bob / Woody Toufou / Daniel Ornithorynque
- 1992-1995 : Myster Mask : M. Rockwell / Le King (épisode 33) / Superbanal (épisode 61)
- 1993 : Gargantua : Voix additionnelles
- 1993-1995 : Spirou : Fantasio / Zénobe et voix additionnelles
- 1994-1996 : Bonkers : Sergent Francis Gracieux / Scott Heudebert / Alphonse / M. Blancbleu
- 1994-1999 : Animaniacs : Wilford le loup / Noé / M. le Réalisateur alias Jerry Lewis (épisodes 13, 62 et 65) / Elmer Fudd (épisode 46) / Rain Man (épisode 47) / Daffy Duck (caméo, épisodes 47, 65 et 91) / Porky Pig / Sam le pirate / Charlie le coq (épisode 65)
- 1994-1999: Télétaz : Taz / Harry Gator
- 1996-1997 : Mais où se cache Carmen Sandiego ? : Le chef / Voix additionnelles
- 1996-1997 : Titi et Grosminet mènent l'enquête : Grosminet (1re voix) / Le leader des piñatas (épisode 5) / Voix additionnelles
- 1997 : Aladdin : Chaos (épisode 51)
- 1997-1999 : Jumanji : Arsouille Slick / Pr Ibsen / Carl Bentley
- 1998 : Macross Plus : Galudo (épisode 3)
- 1998 : Les Aventures d'Hyperman : Brian la puce
- 1998-1999 : Sam et Max : Sam
- 1999-2002 : Courage, le chien froussard : voix additionnelles
- 2001 : La Légende de Tarzan : un sbire de Philander et Nigel Taylor
- 2001-2003 : Les Aventures de Buzz l'Éclair : Crumford Lorak
- 2001-2003 : Moumoute, un mouton dans la ville : Ben Plotz, le narrateur
- 2001-2008 : Billy et Mandy, aventuriers de l'au-delà : Le général Balafre
- 2001-2008 : Bunny et tous ses amis : Daffy Duck
- 2002 : Fred des Cavernes : Fred
- 2002-2003 : Funky Cops : Parker / Luigi Carbonara / Boogaloo (Voix de remplacement)
- 2003 : Les Aventures fantastiques du commandant Cousteau : Voix additionnelles
- 2004 : Totally Spies! : Major Snell (épisode 53) / La Pieuvre (épisode 54)
- 2004-2009 : Duck Dodgers : Duck Dodgers
- 2005-2006 : Les Zinzins de l'espace : Stéréo / Voix additionnelles (saison 2)
- 2006-2007 : Rantanplan : Voix additionnelles
- 2008-2009 : Animalia : Tigrannicus / Moumoute
- 2008-2011 : Quoi de neuf Bunny ? : Daffy Duck et Taz (1re voix)
- 2008-2009 : Des baskets dans l'assiette : Daffy Duck et Taz
- 2010-2011 : Captain Biceps : Représentator / Tonton Béton / Gladiateur Man
- 2011 : La panthère rose et ses amis : Voix additionnelles
- 2011 : Looney Tunes Show : Daffy Duck / Taz (épisodes 1 à 7 puis 9, 11 et 12 avant son décès)[4]
- JToons : Daffy Duck, Taz, Pépé le putois et Vil Coyote
- Quoi de neuf Docteur ? : Daffy Duck et Vil Coyote
- Le monde des animaux avec Bugs Bunny : Daffy Duck et Vil Coyote
- Tout tazimut : Taz
- Foufou : Daffy Duck et Diabolo

### Jeux vidéo
- 1999 : Bugs Bunny : Voyage à travers le temps : Daffy Duck
- 2000 : Looney Tunes Space Race : Daffy Duck
- 2000 : Bugs Bunny et Taz : La Spirale du temps : Daffy Duck
- 2000 : Looney Tunes Racing : Daffy Duck
- 2000 : Les Fous du volant : Max le Rouge et le commentateur de la course
- 2001 : Une faim de loup : Daffy Duck
- 2001 : Les Fous du volant présentent : Satanas et Diabolo : Max le Rouge et le commentateur de la course
- 2001 : Kuzco, l'empereur mégalo : voix off
- 2002 : Taz Wanted : Daffy Duck
- 2002 : Loons: Le Combat pour la Gloire : Daffy Duck
- 2003 : Les Looney Tunes passent à l'action : Daffy Duck
- 2007 : Looney Tunes: Acme Arsenal : Daffy Duck
- 2007 : Looney Tunes : Duck Amuck : Daffy Duck
- 2008 : Looney Tunes : Cartoon Concerto : Daffy Duck
- 2008 : Les Fous du Volant: Battle Party : Le commentateur
- 2011 : Star Wars: The Old Republic : voix additionnelles
- 2011 : Deus Ex: Human Revolution : voix additionnelles